# Пол Џонсон
Пол Херберт Џонсон (енгл. Paul Herbert Johnson; Вест Сент Пол, 18. мај 1937 − 17. јул 2016) био је амерички хокејаш на леду и двоструки олимпијац. Играо је на позицијама левокрилног нападача. Године 2001. постао је члан Америчке куће славних хокеја на леду.
Џонсон је био члан сениорске репрезентације Сједињених Држава на два олимпијска турнира, на ЗОИ 1960. у америчком Скво Валију када су Американци освојили златну медаљу, те 4 године касније на ЗОИ 1964. у Инзбрукју. У три наврата играо је и на светским првенствима (СП 1958, СП 1959. и СП 1961).